# Tomislavgrad
Tomislavgrad es una municipalidad y localidad de Bosnia y Herzegovina. Se encuentra en el cantón 10, dentro del territorio de la Federación de Bosnia y Herzegovina. La capital de la municipalidad de Tomislavgrad es la localidad homónima.

## Nombre
El nombre de la ciudad significa literalmente "ciudad de Tomislav". El nombre fue cambiado de Županjac a Tomislav-Grad en 1928 por el rey Alejandro I de Yugoslavia, en homenaje a su hijo el príncipe Tomislav y también a  Tomislav de Croacia, el primer rey del Reino de Croacia, que fue coronado en el área. El nombre fue cambiado a Duvno después de la Segunda Guerra Mundial por las autoridades comunistas yugoslavas. En 1990, el nombre fue restaurado a Tomislav-Grad. Aun así, entre los habitantes de Bosnia y Herzegovina, los residentes locales a menudo se conocen como Duvnjaci (Duvniaks) y la ciudad a menudo se llama Duvno. Además, a veces se hace referencia a la ciudad simplemente como "Tomislav". La diócesis católica en esa área todavía se llama Mostar-Duvno (Diócesis de Mostar-Duvno). Durante el Imperio Romano la ciudad se llamaba Delminium y durante el período medieval en el Reino de Croacia y el Reino de Bosnia se llamaba Županjac. Bajo el Imperio Otomano, se llamaba Županj-potok; y bajo Austria-Hungría, Županjac otra vez.

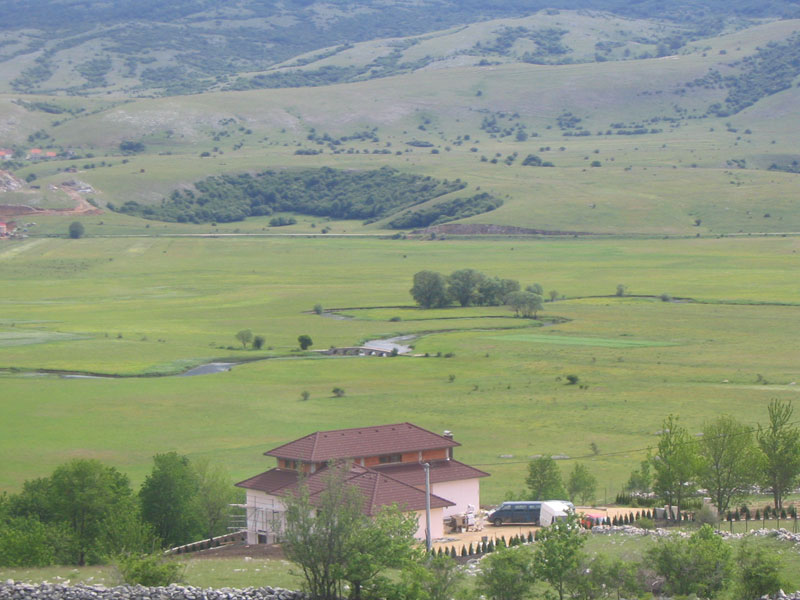
El campo Duvno

## Localidades
La municipalidad de Tomislavgrad se encuentra subdividida en las siguientes localidades:
- Baljci (Tomislavgrad)
- Blažuj
- Bobara
- Bogdašić (Tomislavgrad)
- Borčani
- Bukova Gora
- Bukovica (Tomislavgrad)
- Ćavarov Stan
- Cebara
- Crvenice
- Dobrići
- Donji Brišnik
- Eminovo Selo
- Galečić
- Gornja Prisika
- Gornji Brišnik
- Grabovica (Tomislavgrad)
- Jošanica (Tomislavgrad)
- Kazaginac
- Kolo (Tomislavgrad)
- Kongora
- Korita (Tomislavgrad)
- Kovači (Tomislavgrad)
- Krnjin
- Kuk (Tomislavgrad)
- Letka
- Lipa (Tomislavgrad)
- Liskovača
- Lug (Tomislavgrad)
- Mandino Selo
- Mesihovina
- Mijakovo Polje
- Mokronoge
- Mrkodol
- Omerovići
- Omolje
- Oplećani
- Pasić
- Podgaj
- Radoši
- Rašćani (Tomislavgrad)
- Rašeljke
- Renići
- Roško Polje
- Rošnjače
- Sarajlije
- Seonica
- Srđani
- Stipanjići
- Šuica
- Vedašić (Tomislavgrad)
- Vinica (Tomislavgrad)
- Vojkovići
- Vranjače
- Vrilo
- Zaljiće
- Zaljut
- Zidine

## Demografía
En el año 2009 la población de la municipalidad de Tomislavgrad era de 27 252 habitantes. La superficie del municipio es de 967,4 kilómetros cuadrados, con lo que la densidad de población era de 28 habitantes por kilómetro cuadrado.